# Majalengka Kulon
Majalengka Kulon is een bestuurslaag in het regentschap Majalengka van de provincie West-Java, Indonesië. Majalengka Kulon telt 11.350 inwoners (volkstelling 2010).